# Chanceliers de la dynastie Tang
Le Chancelier (chinois : 宰相 ; pinyin : zǎi xiàng) est un poste officiel semi-formel, occupé par un certain nombre de hauts fonctionnaires tout au long de la dynastie Tang. Cette liste inclut les chanceliers en fonction pendant le règne de Wu Zetian, même si, à proprement parler, ils ont servi la dynastie « Zhou » (周), et non la dynastie « Tang » (唐).

## Origines
Ouyang Xiu, l'auteur du Nouveau Livre des Tang, indique que lors de sa fondation, la dynastie Tang hérite du système bureaucratique mis en place par ses prédécesseurs de la dynastie Sui, dont le fondateur, Sui Wendi, a divisé son gouvernement en cinq départements principaux:
- Shàngshūshěng (尚書省) -- Le Département des Affaires d'État
- Ménxiàshěng (門下省) -- La Chancellerie
- Nèishǐshěng (內史省) -- Le Bureau Législatif[1]
- Mìshūshěng (秘書省) -- La Bibliothèque du Palais
- Nèishìshěng (內侍省) -- Le Bureau des Eunuques[1]. Par la suite Sui Yangdi, le fils et successeur de Wendi, change le nom de ce département, qui devient le Diànnèishěng (殿內省)

Pendant le règne de l'empereur Wendi, le Département des Affaires d'État est considéré comme le plus important des cinq et ce sont les hauts fonctionnaires les plus prestigieux, comme Gao Jiong, Yang Su et Su Wei, qui le dirigent à un moment ou à un autre. Les responsables de ce département sont généralement assimilés à des chanceliers. Pour être précis, il faut signaler qu'il y a toujours deux responsables qui dirigent de concert ce département et donc deux "chanceliers". Ce duo est connu comme étant les Shàngshūpúshè (尚書僕射). Toutefois, selon Ouyang, les responsables du Bureau Législatif et du Bureau des Examens sont également considérés comme étant des chanceliers, même si le dernier bureau ne fait pas partie des cinq départements principaux.

## Réorganisation administrative sous la dynastie Tang
Au début de son règne, l'empereur Tang Gaozu, le fondateur de la dynastie Tang, conserve en l'état le système administratif des Sui et les cinq départements. Par contre, contrairement à ses prédécesseurs, il met un seul haut fonctionnaire à la tête du Département des Affaires d'État et non un duo. La première personne à occuper ce poste, qui est alors renommé Shàngshūlǐng (尚書令), n'est autre que son second fils et futur empereur, Lǐ Shìmín (李世民). Lorsque Shimin devient empereur en 626, le poste reste vacant, car personne n'ose l'occuper. Dès lors, ce département est dirigé, de facto, par ses deux vice-directeurs, les Shàngshūpúshè. C'est à peu près à la même époque, et probablement sur ordre de l'empereur Taizong, que le fait d'avoir plusieurs chanceliers au sein du gouvernements sort du simple usage pour être officialisé, lorsque les responsables du Département des Affaires d'État, du Bureau des examens et du Bureau Législatif, sont tous assimilés à des chanceliers. À l'occasion, le Bureau Législatif est rebaptisé Zhōngshūshěng (中書省). Il faut noter que, comme plusieurs de ces départements sont régulièrement dirigés par plusieurs personnes en même temps, il n'y a pas nécessairement seulement quatre chanceliers. De plus, au début de son règne, l'empereur Taizong désigne certains hauts fonctionnaires comme étant des chanceliers, même s'ils ne sont pas à la tête d'un des quatre départements cités plus haut. Parmi les titres qu'ils portent, on trouve celui de Cānyù Cháozhèng (參豫朝政), soit littéralement  "participant à la gouvernance de l'administration ". Toutefois, dès 643, l'empereur modifie ce titre en Tóngzhōngshūménxiàsānpǐn (同中書門下三品), soit littéralement «équivalent aux fonctionnaires avec le troisième rang du Zhōngshū  et du Ménxià »; tout simplement parce que les chefs du Bureau législatif, le Zhōngshūlǐng (中書令), et du Bureau des Examen, le Shìzhōng (侍中), sont du troisième rang. Dans son édition chinoise moderne du Zizhi Tongjian, l'historien chinois Bo Yang décrit ces fonctionnaires comme étant des Shízhìzǎixiàng (實質宰相), ce qui signifie "chanceliers de facto" ou "chanceliers de facto de première classe"
Tout au long de l'histoire des Tang, les noms du Bureau des Examens et du Bureau Législatif sont modifiés à plusieurs reprises, ce qui entraine autant de modifications du titre de Tóngzhōngshūménxiàsānpǐn. Par exemple, pendant le règne de l'empereur Tang Xuanzong, lorsque le Bureau Législatif est brièvement renommé Zǐwéishěng (紫微省) et celui des Examens Huángménshěng (黃門省), les chanceliers de facto qui les dirigent voient leur titre modifié en Tóng Zǐwéi Huángmén Sānpǐn.En 682, l'empereur Tang Gaozong crée un poste d'un rang inférieur à celui des "chanceliers de facto", mais ayant autant de pouvoir. Ce nouveau poste porte le titre de Tóng Zhōngshū Ménxià Píngzhāngshì (同中書門下平章事), soit littéralement "équivalent à ceux participants au Zhōngshū et au Ménxià ". Bo Yang désigne les titulaires de ce poste comme étant des "chanceliers de facto de deuxième classe". Après la révolte d'An Lushan, même si le poste de "chancelier de facto" n'est pas officiellement aboli, le dernier chancelier à être désigné en tant que tel est Li Lin, en 757-758,, et à la place les empereurs préfèrent nommer des "chanceliers de facto de deuxième classe". Par la suite, et jusqu'à la fin de la dynastie, ce sont donc principalement des Tóng Zhōngshū Ménxià Píngzhāngshì qui entourent et conseillent les empereurs Tang. En outre, après 705, les chefs du Département des Affaires d'État ne sont plus considérés comme étant des chanceliers, à moins d'être désignés chancelier de facto de l'un ou l'autre rang. 
Cette hiérarchie entre chanceliers est rendue encore plus complexe par une habitude qui commence dès la fondation de la dynastie et perdure jusqu'au second règne de l'empereur Tang Ruizong en 710. En effet, les empereurs de cette période créent régulièrement des postes qui sont des variations de celui de Cānyù Cháozhèng/Tóngzhōngshūménxiàsānpǐn. Parmi ces postes, on trouve le Canzhi Jiwu (參知機務, soit littéralement «participant à des questions importantes», le Canzhang Jimi (參掌機密), soit littéralement «participant aux affaires secrètes nationales», le Canzhi Zhengshi (參知政事), soit littéralement «participant à la gouvernance», et le Canmou Zhengshi (參謀政事), un terme qui a la même signification que Canzhi Zhengshi. Bo Yang désigne les titulaires de ces postes comme étant des "chanceliers de facto de troisième classe".
Les chanceliers se réunissent périodiquement au Zhengshi Tang (政事堂), soit littéralement «la salle des affaires d'État», qui, à l'origine, est localisé dans le Bureau des Examens. En 683, lorsque Pei Yan, alors chef du Bureau des Examens, devient le chef du Bureau Législatif, il relocalise le Zhengshi Tang au sein de son nouveau département. Plus tard, pendant le règne de l'empereur Tang Xuanzong, lorsque Zhang Shuo devint chancelier, il change le nom en Zhongshu Menxia (中書門下), employant apparemment un double sens, car cette dénomination peut aussi se lire "derrière les portes du Zhongshu ". Zhang réorganise également la salle en créant cinq bureaux sous les ordres des chanceliers, qui sont respectivement chargés de la fonction publique, des secrets d'État, des questions militaires, de la gouvernance de l'empire et du droit pénal. Une nouvelle réforme a lieu pendant le règne de l'empereur Tang Suzong, lorsque ce dernier instaure une rotation journalière des chanceliers, de sorte qu'au moins un d'entre eux soit toujours de service. En effet, lorsqu'une demande ou un rapport doit être soumis à l'empereur, il faut qu'il soit signé au nom de tous les chanceliers, qu'ils soient en service ou pas; ce qui implique qu'il y en ait au moins un d'actif pour les valider. À cette époque, le nom de leur lieu de réunion est également changé en Zhengshi Tang.

## Liste des chanceliers des Tang
Cette liste inclut les chanceliers nommés pendant la dynastie Zhou de Wu Zetian, bien que techniquement ils n’aient pas servi la dynastie Tang. Par contre, elle n'inclut pas les personnes qui ont servi comme gouverneurs régionaux et qui ont été nommés chancelier à titre honorifique. Les chanceliers des prétendants au trône Li Yun et Li Yu sont énumérés, mais pas ceux du prétendant Li Chenghong. En effet, si les chroniques historiques indiquent que Li Chenghong a eu plusieurs chanceliers, elles ne donnent les noms que de deux d'entre eux, Yu Kefeng (于 可 封) et Huo Huan (霍 環 ), sans citer leurs titres exacts.

### Chefs du Département des Affaires d'État
Liste des différents noms qu'a porté le Département des Affaires d'État tout au long de la dynastie Tang:
- Shangshu Sheng (尚書省) (618–662)
- Zhong Tai (中臺) (662–670)
- Shangshu Sheng (670–684)
- Wenchang Tai (文昌臺) (684)
- Wenchang Dusheng (文昌都省) (684–685)
- Wenchang Dutai (文昌都臺) (685–703)
- Zhong Tai (703–705)
- Shangshu Sheng (705–907)

Liste des différents titres qu'ont porté les chefs du Département des Affaires d'État. Il faut noter que ces derniers ne sont assimilés à des chanceliers que de 618 a 705:
- Shangshu Ling (尚書令) (618–626)
- Shangshu Puye (尚書僕射) (618–662)
- Kuangzheng (匡政) (662–670)
- Shangshu Puye (670–684)
- Wenchang Xiang (文昌相) (684–705)
- Shangshu Puye (705–713)
- Cheng Xiang (丞相) (713–742)
- Shangshu Puye (742–907)

Liste de ceux qui ont occupé le poste de chef du Département des Affaires d'État. On trouve dans cette liste ceux qui ont occupé le poste de Shangshu Puye pendant le règne de l'empereur Tang Gaozu, même si à l'époque le département portait encore le nom de Shàngshūshěng:
- Li Shimin (comme Shangshu Ling 618–626)
- Pei Ji (618–629)
- Xiao Yu (623–626, 627)
- Feng Deyi (626–627)
- Zhangsun Wuji (627–628)
- Fang Xuanling (629–643, 643–648)
- Du Ruhui (629)
- Li Jing (630–634)
- Wen Yanbo (636–637)
- Gao Shilian (638–643)
- Li Shiji (649–650)
- Zhang Xingcheng (651–653)
- Yu Zhining (651–659)
- Chu Suiliang (653–655)
- Liu Rengui (675–681, 683–685)
- Dai Zhide (675–679)
- Su Liangsi (686–690)
- Wei Daijia (686–689)
- Wu Chengsi (690–692)
- Cen Changqian (690–691)
- Doulu Qinwang (697–698, 699–700, 705–706[12])
- Wang Jishan (699)
- Tang Xiujing (705–706[12])
- Wei Yuanzhong (706–707[12])
- Li Chengqi (710)[13]
- Li Kuo (763–764) (comme Shangshu Ling)
- Guo Ziyi (764) (comme Shangshu Ling)
- Li Maozhen (901–903) (comme Shangshu Ling)

### Chef du Bureau Législatif
Liste des différents noms qu'a porté le Bureau Législatif tout au long de la dynastie Tang,,:
- Neishi Sheng (內史省) (618–620)
- Zhongshu Sheng (中書省) (620–662)
- Xi Tai (西臺) (662–671)
- Zhongshu Sheng (671–684)
- Feng Ge (鳳閣) (684–705)
- Zhongshu Sheng (705–713)
- Ziwei Sheng (紫微省) (713–717)
- Zhongshu Sheng (717–907)

Liste des différents titres qu'ont portés les chefs du Bureau Législatif :
- Neishi Ling (內史令) (618–620)
- Zhongshu Ling (中書令) (620–662)
- You Xiang (右相) (662–671)
- Zhongshu Ling (671–684)
- Neishi (內史) (684–705)
- Zhongshu Ling (705–713)
- Ziwei Ling (紫微令) (713–717)
- Zhongshu Ling (717–742)
- You Xiang (742–757)
- Zhongshu Ling (757–907)

Liste de ceux qui ont occupé le poste de chef du Bureau Législatif:
- Xiao Yu (618–623)
- Dou Wei (618)
- Feng Deyi (620–626)
- Yang Gongren (623–626)
- Li Shimin (625–626)
- Fang Xuanling (626–629)
- Yuwen Shiji (626–627)
- Li Jing (628–630)
- Wen Yanbo (630–636)
- Yang Shidao (639–643, 645)
- Cen Wenben (644–645)
- Ma Zhou (644–648)
- Zhangsun Wuji (648–649)
- Chu Suiliang (648–650)
- Gao Jifu (649–651)
- Liu Shi (652–654)
- Lai Ji (655–657)
- Cui Dunli (655–656)
- Li Yifu (657–658, 663)
- Du Zhenglun (657–658)
- Xu Jingzong (658–662)
- Liu Xiangdao (664)
- Lu Dunxin (665–666)
- Liu Rengui (666–670)
- Yan Liben (668–673)
- Hao Chujun (675–679)
- Li Jingxuan (676–680)
- Xue Yuanchao (681–683)
- Cui Zhiwen (681–683)
- Pei Yan (683–684)
- Qian Weidao (684–685)
- Pei Judao (685–687)[15]
- Cen Changqian (686–690)
- Xing Wenwei (690)
- Doulu Qinwang (693–694)
- Li Zhaode (694)
- Wang Jishan (697–699)
- Wu Sansi (698[16]–700)
- Di Renjie (700)
- Li Jiao (704, 706–709)
- Yang Zaisi (704–705, 705–709)
- Cui Xuanwei (705)
- Yuan Shuji (705)
- Wei Anshi (705–706, 711)
- Wei Yuanzhong (705–706)
- Zong Chuke (709–710)
- Xiao Zhizhong (709–710, 710, 713)
- Zhong Shaojing (710)
- Wei Sili (710)
- Yao Chong (710–711, 713–716)
- Cui Shi (712–713)
- Zhang Shuo (713, 723–726)
- Zhang Jiazhen (720–723)
- Xiao Song (729–733)
- Zhang Jiuling (733-736)
- Li Linfu (736–752)
- Yang Guozhong (752–756)
- Cui Yuan (757–758)
- Li Fuguo (762)
- Li Huaiguang (783–784)
- Li Sheng (784–793)
- Hun Jian (796–799)
- Han Hong (819–822)
- Pei Du (839)
- Bai Minzhong (860–861)
- Wei Zhaodu (888)

### Chefs du Bureau des Examens
Liste des différents noms qu'a porté le Bureau des Examens tout au long de la dynastie Tang,,:
- Menxia Sheng (門下省) (618–662)
- Dong Tai (東臺) (662–671)
- Menxia Sheng (671–684)
- Luan Tai (鸞臺) (684–705)
- Menxia Sheng (705–713)
- Huangmen Sheng (黃門省) (713–720)
- Menxia Sheng (720–907)

Liste des différents titres qu'ont portés les chefs du Bureau des Examens :
- Nayan (納言) (618–620)
- Shizhong (侍中) (620–662)
- Zuo Xiang (左相) (662–671)
- Shizhong (671–684)
- Nayan (684–705)
- Shizhong (705–713)
- Huangmen Jian (黃門監) (713–720)
- Shizhong (720–742)
- Zuo Xiang (742–757)
- Shizhong (757–907)

Liste de ceux qui ont occupé le poste de chef du Bureau des Examens :
- Liu Wenjing (618)
- Dou Kang (618)
- Chen Shuda (618–626)
- Pei Ju (624–625)
- Yuwen Shiji (625–626)
- Li Yuanji (625–626)
- Gao Shilian (626–627)
- Du Ruhui (628–629)
- Wang Gui (628–633)
- Wei Zheng (632–636)
- Yang Shidao (636–639)
- Liu Ji (644–645)
- Zhangsun Wuji (645–648)
- Zhang Xingcheng (650–651)
- Gao Jifu (651–654)
- Yuwen Jie (652–653)
- Cui Dunli (653–655)
- Han Yuan (655–657)
- Xu Jingzong (657–658)
- Xin Maojiang (658–659)
- Xu Yushi (659–662)
- Dou Dexuan (664–666)
- Jiang Ke (668–672)
- Zhang Wenguan (675–678)
- Hao Chujun (679–681)
- Pei Yan (681–683)
- Liu Jingxian (683–684)
- Wang Dezhen (684–685)
- Su Liangsi (685–686)
- Wei Siqian (686–687)
- Pei Judao (687–690)[15]
- Wei Xuantong (687–689)
- Zhang Guangfu (689)
- Wu Chengsi (689–690)
- Wu Youning (690–691, 691–692)
- Shi Wuzi (690–691)
- Zong Qinke (690)
- Ouyang Tong (691)
- Yao Shu (694–697)
- Lou Shide (697[16]–699)
- Di Renjie (698[16]–700)
- Li Jiao (703–704)
- Wei Anshi (704–705, 709–710)
- Jing Hui (705)
- Huan Yanfan (705)
- Wei Yuanzhong (705)
- Yang Zaisi (705–707)
- Su Gui (706–707)
- Wei Juyuan (707–709)
- Ji Chuna (707–710)
- Xiao Zhizhong (709)
- Li Rizhi (711)
- Dou Huaizhen (711)
- Liu Youqiu (711–712, 713)
- Cen Xi (712–713)
- Wei Zhigu (713–714)
- Lu Huaishen (714–716)
- Song Jing (716–720)
- Yuan Qianyao (720–729)
- Pei Guangting (730–733)
- Pei Yaoqing (734–736)
- Niu Xianke (738–742)
- Li Shizhi (742–746)
- Chen Xilie (747–754)
- Wei Jiansu (756–757)
- Miao Jinqing (757, 757–763)
- Wang Jin (764)
- Hun Jian (784–796)
- Ma Sui (785–795)
- Wang Duo (881–882)
- Zhu Mei (886[17])
- Zheng Congdang (886–887)
- Wei Zhaodu (887–888)
- Xu Yanruo (896–900)
- Cui Yin (903–904)

### Chanceliers de facto

#### En fonction avant la reconnaissance officielle de ce poste
- Du Yan (627–628) (comme Canyu Chaozheng (參豫朝政))
- Wei Zheng (629–632 (comme Canyu Chaozheng), 636–642 (comme Canyi Deshi (參議得失)))
- Xiao Yu (630 (comme Canyi Chaozheng (參議朝政)), 635–636 (comme Canyu Chaozheng))
- Dai Zhou (630–633) (comme Canyu Chaozheng)
- Hou Junji (en) (630–632, 632–643) (comme Canyu Chaozheng)
- Li Jing (634) (comme Pingzhang Zhengshi (平章政事))
- Liu Ji (639–644) (comme Canzhi Zhengshi (參知政事))
- Cen Wenben (642–644) (comme Zhuandian Jimi (專典機密))

#### Chanceliers de facto de première classe
Ce poste est créé en 643. Les titres associés à ce poste varient en fonction des changements de nom des titres des chefs du Bureau Législatif et du Bureau des Examens. Voici une liste non exhaustive de ces titres:
- Tong Zhongshu Menxia Sanpin (同中書門下三品) (643–662)
- Tong Dong Xi Tai Sanpin (同東西臺三品) (662–672)
- Tong Zhongshu Menxia Sanpin (672–684)
- Tong Fengge Luantai Sanpin (同鳳閣鸞臺三品) (684–705)
- Tong Zhongshu Menxia Sanpin (705–713)
- Tong Ziwei Huangmen Sanpin (同紫微黃門三品) (713–720)
- Tong Zhongshu Menxia Sanpin (720–738)

Liste de ceux qui ont été Chanceliers de facto de première classe:
- Xiao Yu (643–646)
- Li Shiji (643–649, 650–670)
- Gao Shilian (643–647)
- Zhangsun Wuji (649–659)
- Yuwen Jie (651–652)
- Liu Shi (651–652)
- Gao Jifu (651–653)
- Yu Zhining (651–659)
- Chu Suiliang (652–655)
- Han Yuan (652–655)
- Lai Ji (652–655)
- Du Zhenglun (656–657)
- Cui Dunli (656)
- Xu Yushi (659)
- Ren Yaxiang (659–662)
- Li Yifu (659–662, 662–663)
- Lu Chengqing (659–660)
- Xu Jingzong (662–670)
- Shangguan Yi (662–665)
- Le Yanwei (665)
- Sun Chuyue (665)
- Jiang Ke (665–668)
- Yang Hongwu (667–668)
- Dai Zhide (667–675)
- Li Anqi (667)
- Zhao Renben (667–670)
- Zhang Wenguan (669–678)
- Li Jingxuan (669–670, 670–676)
- Hao Chujun (669–679)
- Liu Rengui (672–675, 681–683)
- Lai Heng (676–678)
- Xue Yuanchao (676–681)
- Li Yiyan (676–683)
- Gao Zhizhou (676–679)
- Zhang Da'an (677–680)
- Wang Dezhen (680)
- Pei Yan (680–681)
- Cui Zhiwen (680–681)
- Cen Changqian (683–686, 690–691)
- Guo Daiju (683–684)
- Wei Xuantong (683–687)
- Wei Hongmin (684)
- Liu Yizhi (684–687)
- Wu Chengsi (684, 685, 690–692, 697)
- Qian Weidao (684–685)
- Wei Siqian (685–686)
- Pei Judao (685)[15]
- Wei Fangzhi (685–690)
- Wei Daijia (685–686)
- Su Liangsi (686–690)
- Wang Benli (689–690)
- Wang Xiaojie (694–696)
- Wu Sansi (697, 705)
- Doulu Qinwang (697–698, 699–700)
- Wu Youning (698[16]–699)
- Wei Yuanzhong (701–703, 705)
- Su Weidao (702–704)
- Li Jiongxiu (702–704)
- Wei Anshi (702–704)
- Wei Sili (704, 709–710)
- Li Jiao (704, 706–707, 709–710)
- Yao Chong (704–705, 710, 713)
- Li Dan (705)
- Zhang Jianzhi (705)
- Yuan Shuji (705)
- Yang Zaisi (705, 709)
- Zhu Qinming (705–706)
- Wei Anshi (705, 711)
- Li Huaiyuan (705–706, 706)
- Tang Xiujing (705, 709–710)
- Wei Juyuan (705, 706–707, 709–710)
- Zong Chuke (707–709)
- Ji Chuna (707)
- Xiao Zhizhong (707–709)
- Zhang Renyuan (708–710)
- Wei Wen (709–710)
- Su Gui (709–710)
- Zhang Xi (710)
- Pei Tan (710)
- Tang XuanzongLi Longji (710)
- Song Jing (710–711)
- Wei Zhigu (711–712)
- Cui Shi (711–712, 712–713)
- Lu Xiangxian (712–713)
- Dou Huaizhen (712, 712–713)
- Cen Xi (712)
- Liu Youqiu (712, 713)
- Guo Yuanzhen (713)
- Xue Na (714)
- Zhang Shuo (721–723)
- Wang Jun (723)
- Li Linfu (734–736)
- Niu Xianke (736–738)
- Li Lin (757–758)

#### Chanceliers de facto de seconde classe
Ce poste est créé en 682. Les titres associés à ce poste varient en fonction des changements de nom des titres des chefs du Bureau Législatif et du Bureau des Examens. Voici une liste non exhaustive de ces titres:
- Tong Zhongshu Menxia Pingzhangshi (同中書門下平章事) (682–684)
- Tong Fengge Luantai Pingzhangshi (同鳳閣鸞臺平章事) (684–705)
- Tong Zhongshu Menxia Pingzhangshi (705–713)
- Tong Ziwei Huangmen Pingzhangshi (同紫微黃門平章事) (713–720)
- Tong Zhongshu Menxia Pingzhangshi (720–907)

Les différentes chroniques historiques utilisent souvent le terme Tong Pingzhangshi (同平章事), comme une forme courte de ces différents titres.
Liste de ceux qui ont été Chanceliers de facto de seconde classe:
- Guo Daiju (682–683)
- Cen Changqian (682–683)
- Guo Zhengyi (682–683)
- Wei Xuantong (682–683)
- Liu Jingxian (682–683)
- Li Jingchen (684)
- Shen Junliang (684–685)
- Cui Cha (684–685)
- Wei Fangzhi (684–685)
- Zhang Guangfu (687–689)
- Qian Weidao (688)
- Wang Benli (688–689)
- Fan Lübing (689–690)
- Xing Wenwei (689–690)
- Fu Youyi (690–691)
- Le Sihui (691)
- Ren Zhigu (691–692)
- Ge Fuyuan (691)
- Pei Xingben (691–692)
- Di Renjie (691–692, 697[16]–698)
- Yang Zhirou (692)
- Li Youdao (692)
- Yuan Zhihong (692)
- Cui Shenji (692)
- Cui Yuanzong (692–694)
- Li Zhaode (692–694)
- Yao Shu (692)
- Li Yuansu (692, 694–696)
- Wang Xuan (692)
- Lou Shide (693–696, 697)
- Wei Juyuan (693–694)
- Lu Yuanfang (693–694, 699–700[16])
- Su Weidao (694–694, 698–704)
- Wei Shifang (694)
- Yang Zaisi (694–699)
- Du Jingjian (694, 697–698)
- Zhou Yunyuan (694–695)
- Sun Yuanheng (696–696)
- Wang Fangqing (696–698)
- Li Daoguang (696–698)
- Zong Chuke (697–698, 704)
- Doulu Qinwang (697–698, 705–709)
- Yao Chong (698–704)
- Li Jiao (698–700, 703)
- Ji Xu (699–700)
- Wei Yuanzhong (699–701)
- Wang Jishan (699)
- Zhang Xi (700–701)
- Wei Anshi (700–704)
- Li Huaiyuan (701)
- Gu Cong (701–702)
- Li Jiongxiu (701–702)
- Zhu Jingze (703–704)
- Tang Xiujing (703–705)
- Cui Xuanwei (704–705)
- Zhang Jianzhi (704–705)
- Fang Rong (704–705)
- Wei Chengqing (704–705)
- Yuan Shuji (705)
- Yu Weiqian (706–707)
- Cui Shi (709, 710)
- Zhao Yanzhao (709–710)
- Zheng Yin (709)
- Cen Xi (710)
- Zhang Jiafu (710)
- Guo Yuanzhen (711)
- Zhang Shuo (711)
- Dou Huaizhen (711)
- Lu Xiangxian (711–712)
- Lu Huaishen (713–715)
- Yuan Qianyao (716, 720)
- Su Ting (716–720)
- Zhang Jiazhen (720)
- Li Yuanhong (726–729)
- Du Xian (726–729)
- Xiao Song (728–729)
- Pei Guangting (729–730)
- Yuwen Rong (729)
- Zhang Jiuling (733)
- Han Xiu (733)
- Chen Xilie (746–747)
- Wei Jiansu (754–757)
- Cui Yuan (756–757)
- Fang Guan (756–757)
- Pei Mian (756–757, 769)
- Cui Huan (756–757)
- Li Lin (756–757)
- Zhang Gao (757–758)
- Miao Jinqing (757)
- Wang Yu (758–759)
- Lü Yin (759, 759–760)
- Li Xian (759, 763–764)
- Li Kui (759–761)
- Diwu Qi (759)
- Xiao Hua (761–762)
- Pei Zunqing (761–763)
- Yuan Zai (762–777)
- Liu Yan (763–764)
- Wang Jin (764–777)
- Du Hongjian (764–769)
- Yang Wan (777)
- Chang Gun (777–779)
- Li Zhongchen (779–784[18])
- Cui Youfu (779–780)
- Qiao Lin (779)
- Yang Yan (779–781)
- Lu Qi (781–783)
- Zhang Yi (781–782)
- Guan Bo (782–784)
- Xiao Fu (783–784)
- Liu Congyi (783–785)
- Jiang Gongfu (783–784)
- Lu Han (784–786)
- Li Mian (784–786)
- Zhang Yanshang (785, 787)
- Liu Zi (786–787)
- Cui Zao (786)
- Qi Ying (786–787)
- Han Huang (786–787)[19]
- Liu Hun (787)
- Li Mi (787–789)
- Dou Can (789–792)
- Dong Jin (789–793)
- Zhao Jing (792–796)
- Lu Zhi (792–794)
- Jia Dan (793–805)
- Lu Mai (793–797)
- Cui Sun (796–803)
- Zhao Zongru (796–798)
- Zheng Yuqing (798–800, 805–806)
- Qi Kang (800–803)
- Du You (803–812)
- Gao Ying (803–805)
- Zheng Xunyu (803–805)
- Wei Zhiyi (805)
- Du Huangchang (805–807)
- Yuan Zi (805)
- Zheng Yin (805–809)
- Wu Yuanheng (807, 813–815)
- Li Jifu (807–808, 811–814)
- Yu Di (808–813)
- Pei Ji (808–810)
- Li Fan (809–811)
- Quan Deyu (810–813)
- Li Jiang (811–814)
- Zhang Hongjing (814–816)
- Wei Guanzhi (814–816)
- Pei Du (815–819, 822, 826–830)
- Li Fengji (816–817, 822–826)
- Wang Ya (816–818, 833–835)
- Cui Qun (817–819)
- Li Yong (817–818)
- Li Yijian (818)
- Huangfu Bo (818–820)
- Cheng Yi (818–819)
- Linghu Chu (819–820)
- Xiao Mian (820–821)
- Duan Wenchang (820–821)
- Cui Zhi (820–822)
- Du Yuanying (821–823)
- Wang Bo (821–822, 827–830)
- Yuan Zhen (822)
- Niu Sengru (823–825, 830–832)
- Li Cheng (824–826)
- Dou Yizhi (824–828)
- Wei Chuhou (826–828)
- Lu Sui (828–835)
- Li Zongmin (829–833, 834–835)
- Song Shenxi (830–831)
- Li Deyu (833–834, 840–846)
- Jia Su (835)
- Li Guyan (835, 836–837)
- Shu Yuanyu (835)
- Li Xun (835)
- Zheng Tan (835–839)
- Li Shi (835–838)
- Chen Yixing (837–839, 841–842)
- Yang Sifu (838–840)
- Li Jue (838–840)
- Cui Dan (839–841)
- Cui Gong (840–843)
- Li Shen (842–844)
- Li Rangyi (842–846)
- Cui Xuan (843–845, 849–855)
- Du Cong (844–845, 861–863)
- Li Hui  (845–846)
- Zheng Su (845–846)
- Bai Minzhong (846–851)
- Lu Shang (846–847)
- Cui Yuanshi (847–848)
- Wei Cong (847–848)
- Ma Zhi (848–849)
- Zhou Chi (848–849)
- Wei Fu (849–850)
- Cui Guicong (850–851)
- Linghu Tao (850–859)
- Wei Mo (851–857)
- Pei Xiu (852–856)
- Zheng Lang (856–857)
- Cui Shenyou (856–858)
- Xiao Ye (857–859)
- Liu Zhuan (858)
- Xiahou Zi (858–860, 862–864)
- Jiang Shen (858–862)
- Du Shenquan (859–863)
- Bi Xian (860–863)
- Yang Shou (863–866)
- Cao Que (863–870)
- Xiao Zhi (864–865)
- Lu Yan (864–871)
- Gao Qu (865)
- Xu Shang (865–869)
- Yu Cong (867–872)
- Liu Zhan (869–870, 874)
- Wei Baoheng (870–873)
- Wang Duo (870–873, 877–879)
- Liu Ye (871–874)
- Zhao Yin (872–874)
- Xiao Fang (873–875)
- Pei Tan (874)
- Cui Yanzhao (874–877)
- Zheng Tian (874–878, 882–883[20])
- Lu Xi (874–878, 879–880)
- Li Wei (875–878)
- Doulu Zhuan (878–880)
- Cui Hang (878–880)
- Zheng Congdang (878–880, 883–886)
- Wang Hui (880–881)
- Pei Che (880–881, 883–887[21])
- Xiao Gou (881–887[22])
- Zheng Changtu (886[23])
- Wei Zhaodu (881–887, 893–895)
- Kong Wei (886–891, 895)
- Du Rangneng (886–893)
- Zhang Jun (887–891)
- Liu Chongwang (889–892)
- Cui Zhaowei (891–895)
- Xu Yanruo (891–893, 894–900)
- Zheng Yanchang (892–894)
- Cui Yin (893–895, 895–896, 896–899, 900–901, 903–904)
- Zheng Qi (894)
- Li Xi (894, 895)
- Lu Xisheng (895)
- Wang Tuan (895–896, 896–900)
- Sun Wo (895–897)
- Lu Yi (896, 899–903)
- Zhu Pu (896–897)
- Cui Yuan (896–900, 904–905)
- Pei Zhi (900–903)
- Wang Pu (901–903)
- Pei Shu (901, 903–905)
- Wei Yifan (902, 902)
- Su Jian (902–903)
- Dugu Sun (903–905)
- Liu Can (904–905)
- Zhang Wenwei (905–907)
- Yang She (905–907)

#### Chanceliers de facto de troisième classe
Ce poste est en fait une résurgence des titres datant d'avant l'officialisation/formalisation des postes de chanceliers de facto de première et seconde classe. Ces titres, et donc ce poste, ne sont quasiment plus utilisés après 713. Liu Youqiu, qui a porté le titre de Zhi Junguo Zhongshi, est la dernière personne à occuper officiellement un poste de Chancelier de facto de troisième classe, bien que Pei Du porte briévement le titre de Pingzhang Junguo Zhongshi (平章軍國重事) en 830. 
Il aut noter que, vers la fin de la dynastie, Li Zhirou dirige brièvement le Bureau des Chanceliers en 895 avec le titre de Quanzhi Zhongshu Shi (權知中書事) et pourrait donc être considéré lui aussi comme étant un chancelier. C'est en tout cas cette fonction et ce titre qui lui valent d'être listé dans le tableau des Chanceliers du Nouveau livre des Tang. On peut appliquer le même raisonnement  pour Lu Guangqi qui a porté deux titres similaires.
Liste de ceux qui ont été Chanceliers de facto de troisième classe:
- Zhang Liang (643–646) (comme Canyu Chaozheng (參豫朝政))
- Chu Suiliang (644–647, 648) (comme Canyu Chaozheng)
- Xu Jingzong (645)[24] (comme Tongzhang Jiwu (同掌機務))
- Gao Jifu (645)[24] (comme Tongzhang Jiwu)
- Zhang Xingcheng (645)[24] (comme Tongzhang Jiwu)
- Cui Renshi (648) (comme Canzhi Jiwu (參知機務))
- Li Yifu (655–657) (comme Canzhi Zhengshi (參知政事))
- Lu Chengqing (659) (comme Canzhi Zhengshi)
- Le Yanwei (665) (comme Zhi Junguo Zhengshi (知軍國政事))
- Sun Chuyue (665) (comme Zhi Junguo Zhengshi)
- Liu Rengui (665–666) (comme Zhi Zhengshi (知政事))
- Zhang Wenguan (667–669) (comme Canzhi Zhengshi)
- Li Dan (710) (comme Canmou Zhengshi (參謀政事))
- Liu Youqiu (710–711 (comme Canyu Jiwu (參豫機務)), 713 (comme Zhi Junguo Zhongshi (知軍國重事)))
- Zhong Shaojing (710) (comme Canyu Jiwu)
- Xue Ji (710) (comme Canyu Jiwu)
- Cui Riyong (710) (comme Canyu Jiwu)
- Dou Huaizhen (712) (comme Junguo Zhongshi Yigong Pingzhang (軍國重事宜共平章))
- Pei Du (830) (comme Pingzhang Junguo Zhongshi)
- Li Zhirou (895) (commeQuanzhi Zhongshu Shi (權知中書事)
- Lu Guangqi (901 (comme Quanju Dang Zhongshu Shi (權句當中書事)), 901–902 (comme Canzhi Jiwu))